# Alfred Goubran
Alfred Goubran (* 6. Jänner 1964 in Graz) ist ein österreichischer Autor, Musiker, Rezensent, Verleger und Übersetzer.

## Leben und Werk
Alfred Goubran, der Vater Ägypter, die Mutter Österreicherin, verbringt die ersten Lebensjahre in Graz und Iserlohn. Nach dem Tod des Vaters Übersiedlung nach Kärnten. Erste Veröffentlichungen in literarischen Zeitschriften, Performances und Lesungen ab 1981. 1993 gründet er in Klagenfurt den Verlag edition selene. 1998 Übersiedlung nach Wien, das auch zum neuen Standort des Verlages wird.
Während der Verlagstätigkeit veröffentlicht Goubran – mit einer Ausnahme: Der Pöbelkaiser. Ein Brief (2002) – keine eigenen Werke und ist nur als Herausgeber und Übersetzer tätig. 2010 stellt der Verlag die Geschäftstätigkeit ein. Im selben Jahr erschien Goubrans Debütroman „Aus.“
Alfred Goubran ist korrespondierendes Mitglied der Academia de Jubarte, Imbassai, Brasilien und Mitglied des Moscow Poetry Club. Im Sommer 2011 war er Max Kade Writer-in-Residence im Deutschen Haus der New York University, 2012 für vier Monate, 2014 für drei Monate Gast der Cité des Arts in Paris. 2016 erscheint sein dritter Roman „Das letzte Journal“ und der Gedichtband "Gebete & Sitzbilder". Im Mai 2017 erschien der Prosatext "Herz. Eine Verfassung".
Seit 2010 betreibt er das Musikprojekt [goubran]. Die erste CD „Die Glut“ erschien 2014 bei Lindo Records Wien, die zweite CD „irrlicht“ 2016 im Label Konkord, Wien. Mit Erscheinen der LP (Compilation) "Schiffe aus Schnee" (Label: Konkord, Wien) im November 2016 findet das Projekt [goubran] seinen vorläufigen Abschluss.
2018 erste Veröffentlichung des Musikprojektes NABIL mit der CD "Relocated", die ausschließlich Coverversionen von Bob Dylan, Jaques Brel, Jimmy Davies u. a. m. beinhaltet. Liveauftritte solo und als NABIL & friends (mit Hannes Wirth und Stephan Stanzel).
Alfred Goubran hielt im Sommersemester 2021 eine Poetikvorlesung an der Universität Klagenfurt.
Nach 20 Jahren vollendet er im Frühjahr 2024 seinen 7-bändigen Romanzyklus Eliade: Aus (2010), Durch die Zeit in meinem Zimmer (2014), Das letzte Journal (2016), Herz (2017), Die Hoffnungsfrohen (2023), Der große Bla Bla (2024), Elias (2024). Alle Werke des Zyklus erschienen im Verlag Braumüller, Wien.
Alfred Goubran lebt in Wien.

## Auszeichnungen
- 2003 Kulturpreis des Landes Kärnten Förderungspreis

## Werke (Auswahl)
- Betrachtungen in der Endlichkeit des freien Falls, Lyrik, Alekto Verlag, Klagenfurt 1987
- Riedmüller, Suada, Röschnar Verlag, Klagenfurt 1992
- Der Pöbelkaiser, Ein Brief, Residenz Verlag, Salzburg–Wien 2002, ISBN 3-7017-1287-5
- Tor. Kitab Verlag; 2007. ISBN 3-902585-15-3
- Ort. Erzählungen, Braumüller Verlag, Wien 2010. ISBN 978-3-99200-011-1
- Aus. Roman, Braumüller Verlag, Wien 2010, ISBN 978-3-99200-016-6
- Kleine Landeskunde. Essaí. Braumüller Verlag, Wien 2012, ISBN 978-3-99200-052-4
- Der gelernte Österreicher. Idiotikon. Braumüller Verlag, Wien 2013, ISBN 978-3-99100-095-2
- Durch die Zeit in meinem Zimmer. Roman. Braumüller Verlag, Wien 2014, ISBN 978-3-99200-104-0
- Schiffe aus Schnee. Würdigungsheft. Fidibus, Klagenfurt 2014, ISBN 978-3-9503716-0-4
- Wo ich wohne bist du Niemand. Prosaminiaturen, Faksimiles mit Photos von Gerhard Maurer. Malandro Verlag, Klagenfurt 2015, ISBN 978-3-902973-15-3
- Das letzte Journal. Roman, Braumüller Verlag, Wien 2016, ISBN 978-3-99200-133-0
- Gebete & Sitzbilder. Gedichte, mit Zeichnungen von Simon Goritschnig, kuratiert von Boris Manner, Drava Verlag, Klagenfurt 2016, ISBN 978-3-85435-791-9
- Herz. Eine Verfassung. Braumüller Verlag, Wien 2017, ISBN 978-3-99200-183-5
- Technische Tiere. Gedichte, mit Zeichnungen von Kazaki Maruyama, Limbus Verlag, kuratiert von Boris Manner, Innsbruck 2018, ISBN 978-3-99039-135-8
- Schmerz und Gegenwart. Ritzungen. Essai. Braumüller Verlag, Wien 2019, ISBN 978-3-99200-254-2
- Die Unfähigen. Essai. Braumüller Verlag, Wien 2022, ISBN 978-3-99200-329-7
- Die Hoffnungsfrohen. Erzählung. Braumüller Verlag, Wien 2023, ISBN 978-3-99200-321-1
- Der große BlaBla. Braumüller Verlag, Wien 2024, ISBN 978-3-99200-348-8
- Elias. Braumüller Verlag, Wien 2024, ISBN 978-3-99200-366-2
- Eliade. 7 Bände im Schuber + Kommentarband von Stefan Gmünder, limitierte Ausgabe, gestaltet von Nicolas Mahler. Braumüller Verlag, Wien 2024, ISBN 978-3-99200-368-6

### Übersetzungen
- Der parfümierte Garten. Ein Handbuch arabischer Liebeskunst. Transposition des Buches The Perfumed Garden von Sheik Nefzawi in der Fassung von Richard Francis Burton, Braumüller Verlag, Wien 2020, ISBN 978-3-99200-279-5.
- Charlotte Perkins Gilman: Die gelbe Tapete. Erzählung, edition selene, Wien 2005, ISBN 978-3-85266-270-1
- Das abenteuerliche Leben. Eine Biographie von Richard und Isabel Burton von Mary S. Lovell, Braumüller Verlag, Wien 2020, ISBN 978-3-99200-277-1.
- Georgina Ferry: Max Perutz und das Geheimnis des Lebens. Eine Biographie von Max Perutz, Braumüller Verlag, Wien 2022, ISBN 978-3-99100-344-1.

### Herausgabe
- pro kopf. Kulturzeitschrift Kärnten, 1995–1996
- Staatspreis. Der Fall Bernhard. edition selene, Wien 2005, ISBN 978-3-85266-036-3
- Anton Überfelders Kärntnerisches Idiotikon. Heyn Verlag, Klagenfurt 2015, ISBN 978-3-7084-0504-9

### Theaterstücke
- Kaspel Monolog, uraufgeführt in Wien 2002, Regie Wolfgang Palka, mit Hubert Wolf; abgerufen am 11. Feb. 2013
- WIRT. Monolog, uraufgeführt 2012 im RAJ, Klagenfurt mit Heinrich Baumgartner und Alfred Goubran; abgerufen am 10. Dez. 2016